# Jong AZ
Jong AZ (celým názvem: Jong Alkmaar Zaanstreek) je nizozemský fotbalový klub, který sídlí v Alkmaaru v provincii Noord-Holland. Jedná se o rezervní tým AZ Alkmaaru. Založen byl v roce 2001. V letech 2001–2016 se mužstvo účastnilo nejvyšší soutěže pro rezervní týmy zvané Beloften Eredivisie. V této soutěži zvítězilo pouze v sezóně 2005/06. Od sezóny 2017/18 působí v Eerste Divisie (2. nejvyšší soutěž).
Své domácí zápasy odehrává na AFAS Stadionu s kapacitou 17 000 diváků.

## Získané trofeje
- Beloften Eredivisie ( 1x )
  - 2005/06

## Umístění v jednotlivých sezonách
Stručný přehled
Zdroj:
- 2016–2017: Tweede Divisie
- 2017– : Eerste Divisie

Jednotlivé ročníky
Zdroj:
Legenda: Z - zápasy, V - výhry, R - remízy, P - porážky, VG - vstřelené góly, OG - obdržené góly, +/- - rozdíl skóre, B - body, červené podbarvení - sestup, zelené podbarvení - postup, fialové podbarvení - reorganizace, změna skupiny či soutěže
| Nizozemsko (2016 – ) |                |        |    |    |   |   |    |    |     |    |        |
| Sezóny               | Liga           | Úroveň | Z  | V  | R | P | VG | OG | +/- | B  | Pozice |
| 2016/17              | Tweede Divisie | 3      | 34 | 23 | 7 | 4 | 85 | 29 | +56 | 76 | 1.     |
| 2017/18              | Eerste Divisie | 2      | 42 |    |   |   |    |    |     |    |        |